# Cmentarz Jeruzalem w Bytomiu
Cmentarz Jeruzalem w Bytomiu – cmentarz parafialny założony w 1920 roku w Bytomiu-Rozbarku, wpisany do rejestru zabytków nieruchomych województwa śląskiego, administrowany przez parafię św. Jacka w Bytomiu.

## Historia
Nekropolia została założona dla zmarłych z gminy Rozbark, która w 1920 roku obejmowała około 20 tys. osób. Wcześniej rozbarczan grzebano na cmentarzach, które administrowała parafia Wniebowzięcia Najświętszej Maryi Panny w Bytomiu, czyli na cmentarzach Mater Dolorosa i cmentarzu przy obecnej ulicy Powstańców Śląskich w Bytomiu. 1 kwietnia 1913 roku erygowano parafię św. Jacka, o nowy cmentarz zabiegał proboszcz tejże parafii, ks. Franciszek Strzybny jeszcze przed I wojną światową. W listopadzie 1920 roku parafia nabyła działkę nieużytków pokopalnianych od Śląskich Kopalni i Cynkowni SA o powierzchni 21,5 morgi. Teren przyszłego cmentarza, na który przeznaczono 9 mórg z zakupionej parceli, leżał wówczas na uboczu.
Cmentarz został poświęcony 5 grudnia 1920 przez ks. dziekana Emanuela Buchwalda (według innego źródła przez proboszcza ks. Franciszka Strzybnego). Pierwsze pochówki odbyły się już następnego dnia, tj. 6 grudnia tegoż roku, mimo iż cmentarz był otwarty nielegalnie, bez wymaganego zezwolenia, które uzyskano dopiero post factum w styczniu 1921 roku.
Pole cmentarza rozszerzono w późniejszych latach w kierunku południowym (14,5 morgi) i północnym (16 mórg).
13 marca 2007 roku nekropolia została wpisana do rejestru zabytków nieruchomych województwa śląskiego.
1 listopada 2013 roku cmentarz po jego odnowieniu został poświęcony przez ks. bpa Gerarda Kusza oraz nadano mu nazwę Jeruzalem.

### Pochowani na cmentarzu
Na nekropolii spoczywają m.in. ksiądz Jan Szymała, znajduje się tam także pomnik ofiar katastrofy górniczej w kopalni Heinitz.

## Architektura
Oryginalne założenie cmentarza zatarło się przez lata, nie zachował się pierwotny drewniany płot.

## Galeria

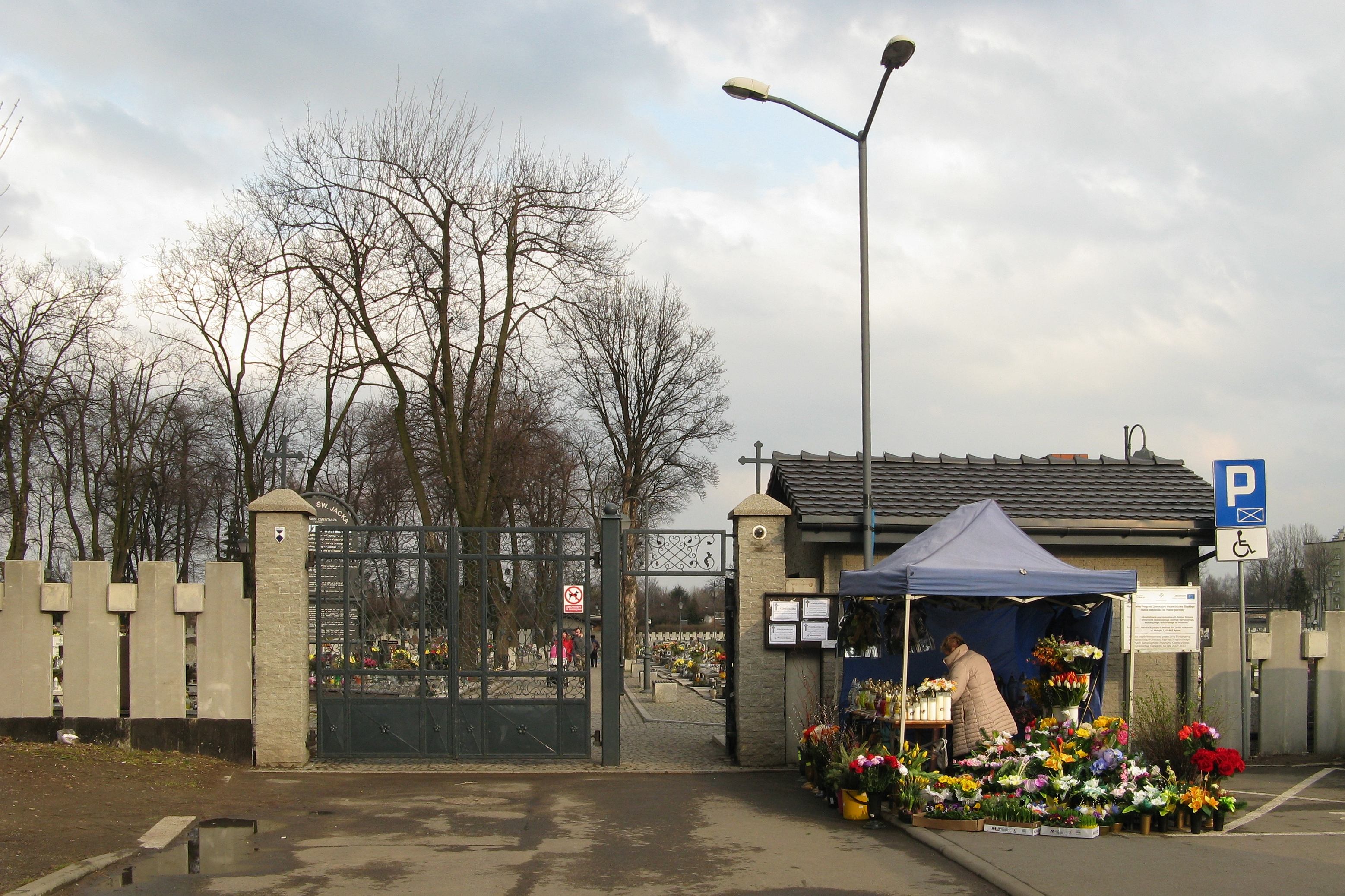
Brama z bytomskiego ratusza
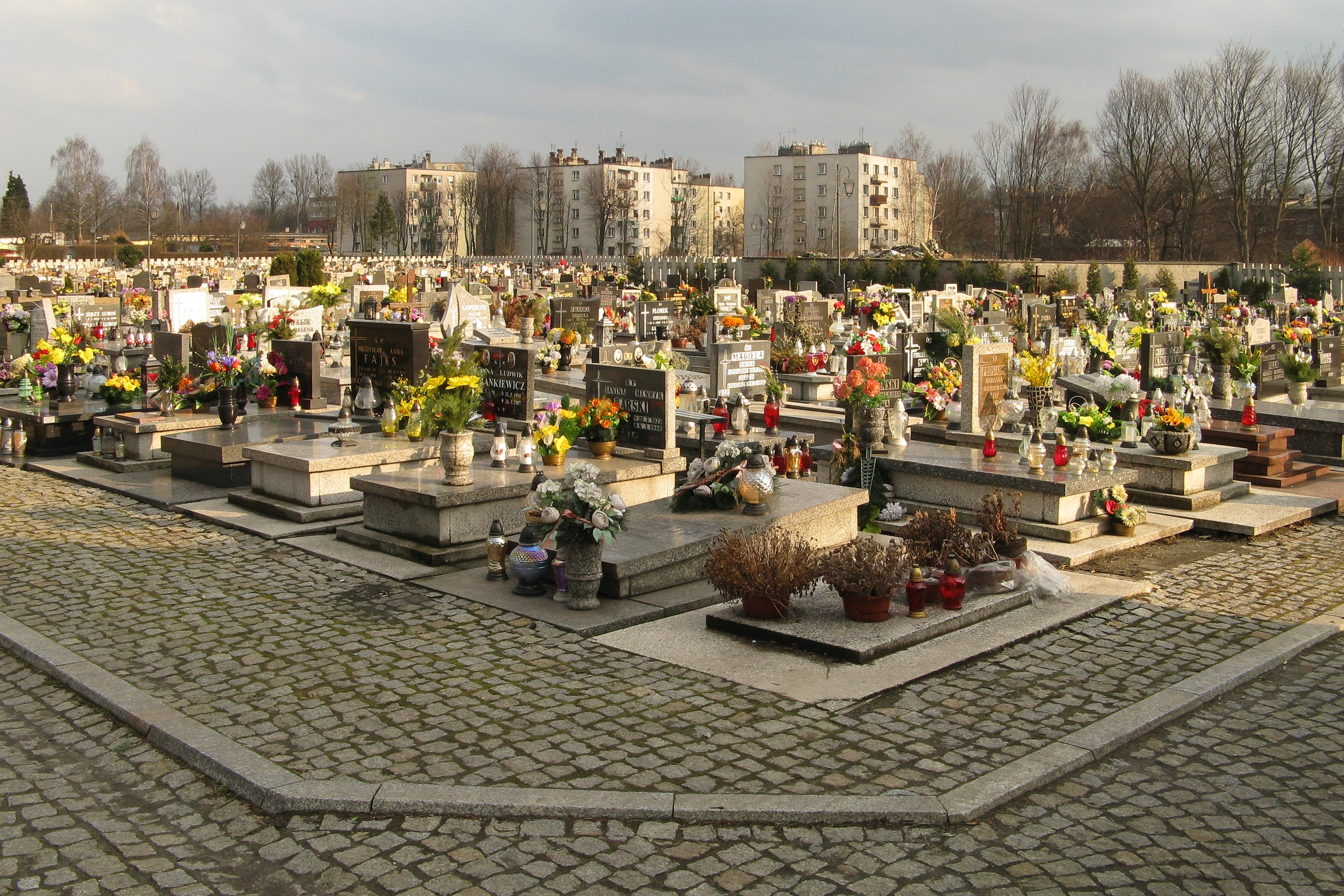
Teren cmentarza
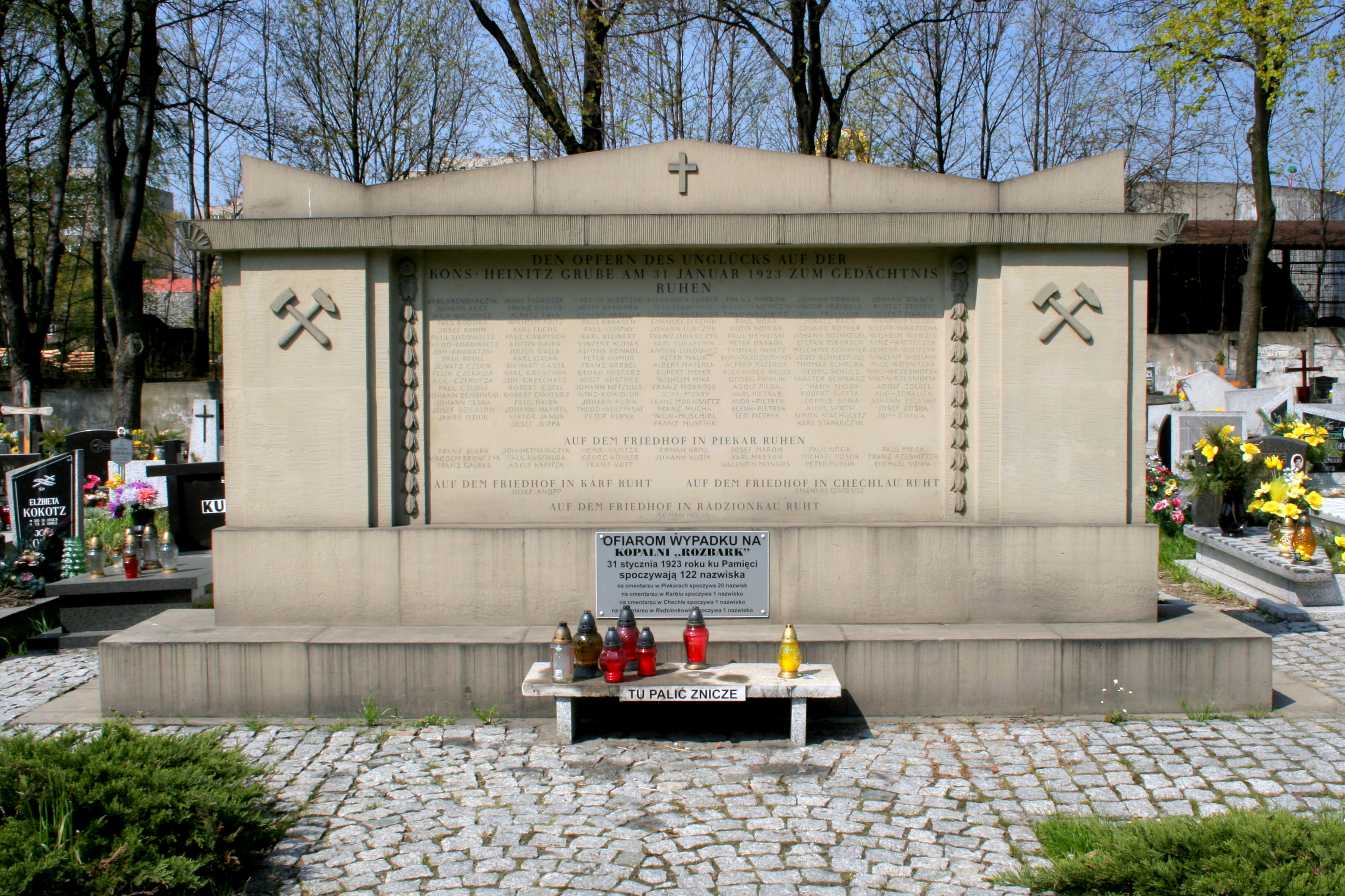
Pomnik ofiar katastrofy w kopalni Heinitz
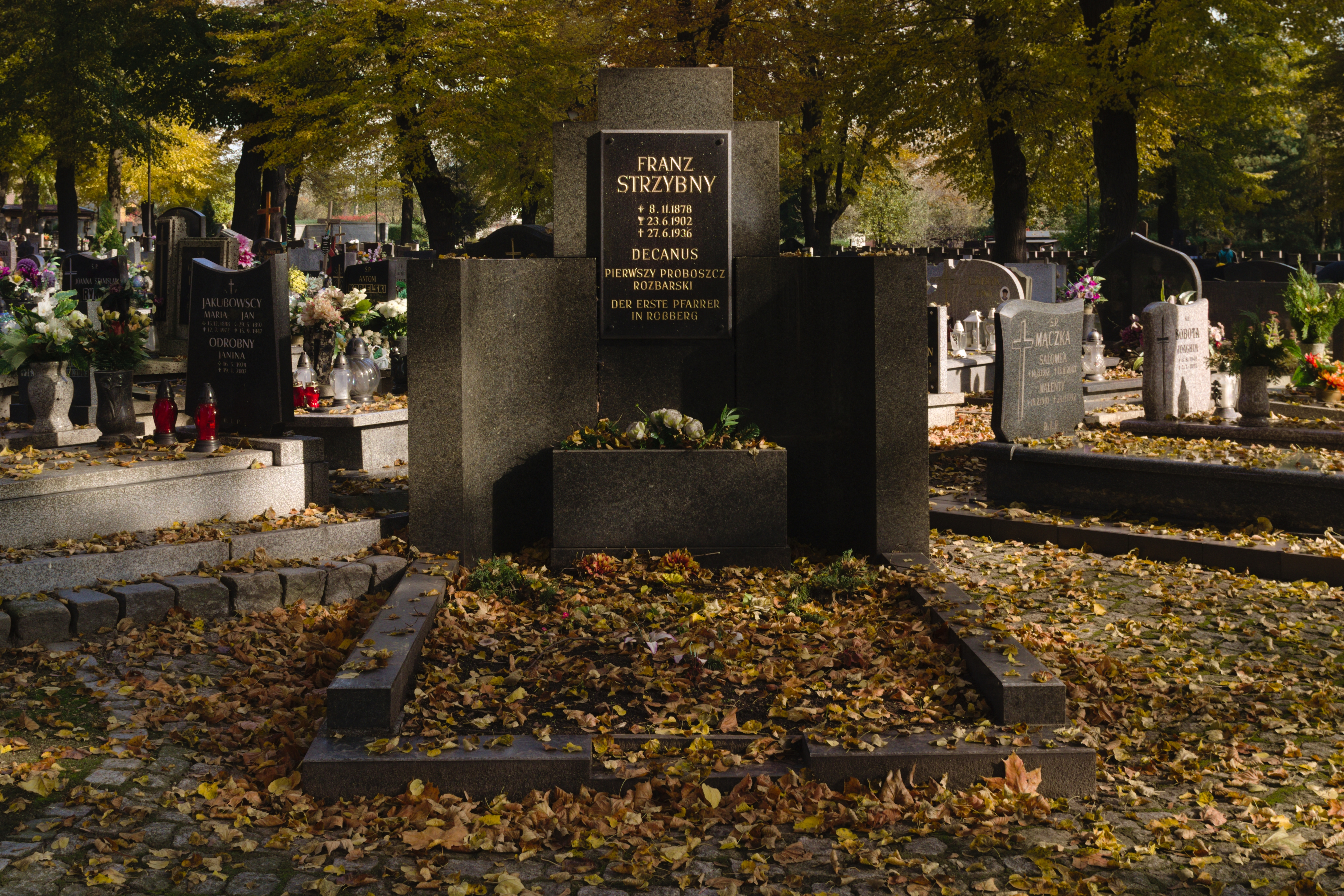
Grób Franza Strzybnego
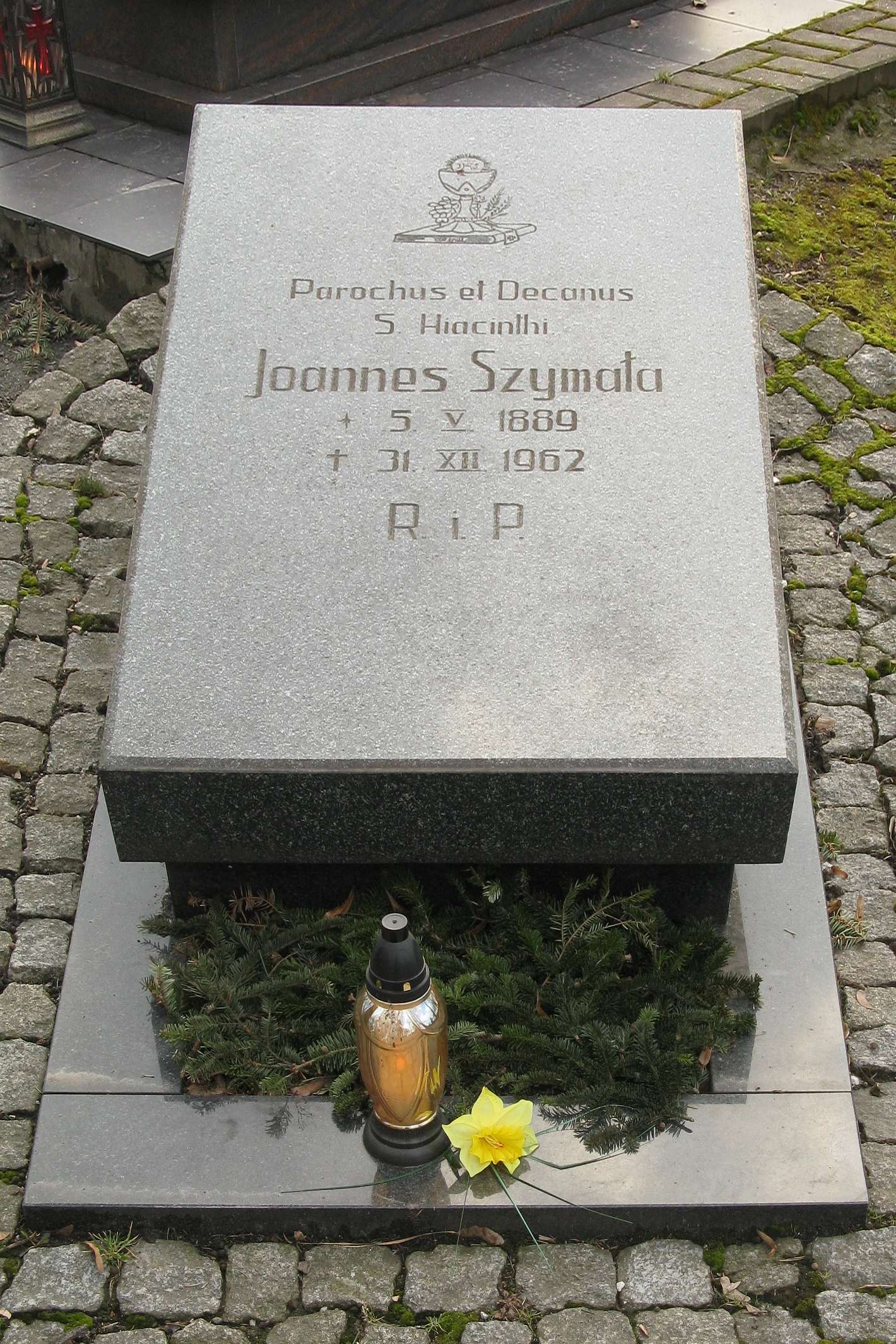
Grób Jana Szymały